# François Polo
Pour les autres membres de la famille, voir Famille Polo (Nantes).
François Polo, né le 22 septembre 1838 à Cayenne (Guyane) et mort le 12 février 1874 à Ivry-sur-Seine, est un journaliste et éditeur français, fondateur notamment des hebdomadaires La Lune et L’Éclipse sous le Second Empire.

## Biographie
François Polo était le fils de Paul Polo. Négociant issu d’une vieille famille nantaise d’origine espagnole, celui-ci était venu s’établir en Guyane en 1823. Il y connut une réussite qui fit de lui le propriétaire de plusieurs magasins et maisons, en particulier de l’« habitation » de Kourou. Il épousa une jeune créole de la colonie, Emilia Merckel. François est le troisième des quatre enfants du couple.
Après avoir passé son enfance à Cayenne, le jeune François gagne Nantes pour y poursuivre ses études au Lycée impérial (aujourd’hui lycée Georges-Clemenceau). En classe de rhétorique, il est l'un des rédacteurs de L’Impartial, le journal de l’établissement. Élève ensuite de l’École de droit, il en suit les cours sans passion. Il est en même temps le correspondant du Messager des théâtres, publication parisienne traitant de l’actualité des spectacles. Il est à cette époque l’auteur, avec son frère aîné Auguste, de Télémaque et Calypso, un ballet-vaudeville en quatre tableaux créé au théâtre des Variétés de Nantes le 1er mars 1859.
François Polo rejoint alors Paris afin d’y continuer ses études de droit, avec pour perspective le barreau. Son goût pour le journalisme l’emportera toutefois. Il continue de donner des critiques au Messager des théâtres et obtient des collaborations à L’Illustration militaire. Il intègre l’équipe de la revue satirique et littéraire Le Hanneton, créée par Le Guillois, et prend ensuite la direction de sa rédaction, à vingt-six ans à peine. Parmi les collaborateurs plus ou moins réguliers, on compte Eugène Vermersch, Léon Valade, François Coppée et Paul Verlaine.

### La Lune
Désireux cependant d’être propriétaire de son propre journal, François Polo va créer, en association avec Daniel Lévy, un hebdomadaire baptisé La Lune, titre choisi pour faire pièce au Soleil, que lance au même moment Moïse Millaud. La Lune paraît pour la première fois le 1er octobre 1865. François Polo en est d’abord le rédacteur en chef avant d’en devenir également le directeur. Les bureaux sont situés au 16, rue du Croissant, dans le 2e arrondissement de Paris (L'Humanité de Jean Jaurès occupera ces locaux en 1912-1913). Le succès est au rendez-vous, et le tirage atteindra 40 000 exemplaires au début de 1867. La « une » est le plus souvent ornée d’une caricature signée d’André Gill,. Si ses charges sur la bataille de Sadowa, l’épopée de Garibaldi ou le percement du canal de Suez attirent à l’hebdomadaire d’inspiration libérale les sympathies des adversaires de Napoléon III, l’audace de ses critiques et son ton impertinent lui valent aussi d’avoir maille à partir avec la censure. Plusieurs caricatures de Gill sont interdites, les pénalités s’accumulent, et François Polo finira par être condamné à deux mois de prison et à 600 francs d’amende. Après ces alertes répétées, le couperet tombe à la fin de 1867 : à la suite de la parution des « Lutteurs masqués » et du « Portrait authentique de Rocambole », des dessins de Gill qui s’en prennent directement à la personne de l’Empereur, La Lune se voit retirer son droit à publication.

### L’Éclipse
François Polo va relancer aussitôt le journal sous un autre titre, ironique en l’occurrence, L’Éclipse, dont le premier numéro parait en janvier 1868. L’hebdomadaire reste illustré par des caricatures de Gill, mais également d’autres dessinateurs comme Humbert, Draner, Job ou Régamey. Cette fois encore, la censure se montre impitoyable. Une bonne vingtaine de numéros sont interdits en moins de deux ans et le journal se voit retirer son droit à être distribué sur la voie publique, ce qui impose à François Polo d’envoyer plusieurs requêtes amiables au ministre de l’Intérieur. Lorsque survient la Commune, François Polo, dont les idées libérales s’accordent mal avec les revendications extrêmes du mouvement, refuse que L'Eclipse soit mis au service de celui-ci. Il est arrêté dans ses bureaux de la rue du Croissant le 18 mai 1871 et interné à la Préfecture de Paris, accusé d’entretenir une correspondance avec les Versaillais. Le représentant du comité central lui annonce qu’il est passible d’une condamnation à mort. Après comparution devant une cour populaire siégeant en urgence, le verdict deviendrait exécutoire. Le surlendemain de son arrestation, François Polo vit toutefois arriver André Gill accompagné de Gustave Courbet. Sur les instances du célèbre peintre, vénéré par les Communards, le journaliste est aussitôt libéré.

### Éditeur
L’instauration de la Troisième République ne va pas se révéler favorable à L’Éclipse. Avec la chute de Napoléon III, le journal a perdu son principal sujet de satire. Par ailleurs, la censure continue de sévir. François Polo, déjà administrateur de deux hebdomadaires de divertissement, « Le Théâtre illustré » et « La Chanson illustrée », s’associe à la publication par Albert Humbert d’une nouvelle feuille satirique, « La Lanterne de Boquillon ». Surtout, désireux de procurer une source de revenus supplémentaire à son entreprise, il s’engage dans une activité d’édition de livres. Les écrits comptent des romans comme L’Homme qui rit de Hugo, Les Trois Mousquetaires de Dumas, Les voyages de Gulliver de Swift, aussi bien que des études historiques telles La Révolution de 1870-1871 de Jules Claretie ou l’Histoire de la République française d’Élie Sorin. Le catalogue inclut également des ouvrages plus légers, à l’instar du « Dictionnaire de l’argot parisien » d’Étienne Lorédan Larchey et du livret illustré du « Rosier de Madame Angot » de Charles Lecocq. Certains textes, tels une série de « Portraits contemporains » dépeignant sur le mode satirique des personnalités de l’époque, ou bien les « Souvenirs du 4 septembre » de Jules Simon, sont distribués sous forme de livraisons mensuelles.

### Fin de vie
Souffrant de fortes névralgies, François Polo est cependant contraint d’interrompre ses activités pour se faire soigner dans une clinique d’Ivry. Sa raison lui échappe et il meurt, à trente-cinq ans seulement, victime d’une « paralysie au cerveau ». L’Éclipse lui consacre sa « une ».
François Polo est demeuré célibataire, mais la rumeur lui prête deux enfants naturels.[réf. nécessaire]
L’Éclipse disparaîtra en 1876, après plus de quatre-cents numéros au total. Cofondée avec Georges Decaux et continuée par lui, la Librairie Polo donne, quant à elle, naissance en 1875 à La Librairie illustrée, qui deviendra en 1901-1902 la Librairie Jules Tallandier, après avoir entretemps racheté l'hebdomadaire populaire à succès le Journal des voyages.